# Andressa Urach
Andressa de Faveri Urach (Ijuí, 11 de outubro de 1987), é uma modelo, personalidade de televisão, atriz pornográfica e prostituta brasileira. Iniciou a carreira artística em 2011 como assistente de palco do programa Legendários, na Rede Record, e logo depois tornou-se dançarina do cantor Latino. Ganhou notoriedade em 2012 ao se tornar vice-campeã do Miss Bumbum, garantindo um convite para o reality A Fazenda 6, onde teve uma passagem emblemática e cheia de controvérsias.
Em agosto de 2015, lançou sua autobiografia intitulada Morri Para Viver, que no mês de setembro do mesmo ano ocupou o primeiro lugar em vendas no ranking do país e vendeu mais de 1 milhão de cópias. Seu segundo livro, Desejos da Alma, de 2019, também vendeu um milhão de cópias.

## Biografia
Nascida em Ijuí, no interior do Rio Grande do Sul, teve uma infância muito humilde e conturbada. Sua mãe ficou grávida com apenas 14 anos, quando seu pai a traía e a agredia constantemente. Devido ao fato de Andressa ter nascido mais morena do que a família de seu pai, que é de origem alemã, foi abandonada por ele ainda recém-nascida, acusando sua mãe de traição. Quando tinha um ano de idade, sua mãe iniciou um novo relacionamento. Aos dois anos, sua mãe a deixou para poder trabalhar e viver com o novo companheiro, e então Andressa foi criada pelos pais de seu padrasto, mas mantinha contato frequente com sua mãe, que a visitava. Revelou em entrevistas ter cultivado rancor e ódio pelo abandono paterno, mas após sua conversão, conseguiu perdoá-lo. Andressa possui sete meios-irmãos por parte de pai.
No livro Morri Para Viver, ela conta ter sofrido abuso sexual em toda sua infância, vítima de seu avô de criação, abusos esses que aconteceram dos 2 aos 8 anos de idade, só tendo conseguido se ver livre de tudo isso porque sua avó de criação flagrou o ato e Andressa voltou a morar com sua mãe, que não soube do abuso sofrido, até Andressa publicar seu livro. Contou em entrevistas ter realizado o que, para ela, era impossível antes de sua conversão religiosa: perdoar seu abusador. Andressa relatou: "Tomei uma das decisões mais difíceis da minha vida, liguei para o homem que abusou de mim sexualmente. Não foi algo fácil de se fazer. Depois de muita oração, votos e jejum, disse por telefone que o perdoava e, mesmo não sendo culpada, também pedi perdão a ele. Não me justifiquei, apenas pedi perdão.
Andressa começou a fumar cigarro aos 11 anos de idade e aos 13 começou a fumar cannabis e tomar bebidas alcoólicas. Quando sua mãe descobriu que ela estava usando drogas e álcool, a levou para Porto Alegre e a entregou para ser criada pelo pai, que até então não conhecia. No início de sua adolescência, aos 14 anos, começou a praticar incesto com um de seus meios-irmãos. O rapaz tinha dezesseis anos e ambos bebiam e usavam drogas juntos, frequentavam baladas, e foi com ele que Andressa teve sua primeira relação sexual. Nesta época, começou a praticar zoofilia com o cachorro de uma vizinha. Andressa revelou que teve duas overdoses ainda antes dos dezoito anos, quando frequentava festas raves.
Aos 15 anos, Andressa iniciou um relacionamento amoroso com Tiago Costa. Com três meses de namoro, foram viver juntos na casa dele. O casal teve um único filho, Arthur Urach Costa, nascido em 19 de maio de 2005, de parto normal, em Porto Alegre. Naquela época, Andressa, após voltar a estudar e terminar o ensino médio, começou a trabalhar como auxiliar de RH em uma pequena empresa. Após divergências conjugais, o casal separou-se em 2008, após seis anos juntos. Ela, então, foi morar com seu filho na casa de sua mãe. Após seis meses de separação, perdeu o emprego, e então decidiu deixar seu filho com o pai dele para tentar uma melhor oportunidade de vida em São Paulo, porém, muito vaidosa e ambiciosa, seu grande objetivo em sair do Sul era conseguir tornar-se rica e famosa.

## Carreira

### 2011–2014: Ascensão
Andressa iniciou sua carreira artística como modelo e dançarina. A primeira aparição televisiva foi no programa Legendários em 2011, na RecordTV. No ano seguinte, integrou o time de dançarinas do cantor Latino e foi "Musa do Kuduro". Também venceu o concurso de beleza Gata da Fórmula Indy e foi vice-campeã do Miss Bumbum Brasil. Em 2013, participou da sexta temporada do reality show A Fazenda ficando por cerca de quase três meses. Sua passagem pelo reality é considerada como uma das melhores, por suas polêmicas e por ter viralizado como meme nas redes sociais. Em 2014, tornou-se apresentadora de televisão e comandou os programas Studio Pampa, na Rede Pampa, e Muito Show, na RedeTV!, onde já tinha participado como repórter da tradicional cobertura Bastidores do Carnaval.

### 2015–19: Conversão ao neopentecostalismo
Em fevereiro de 2015, foi contratada pela RecordTV e meses depois estreou como repórter do quadro Eu Sobrevivi, no Domingo Show, onde permaneceu até janeiro de 2017. Em agosto de 2015, lançou sua autobiografia intitulada Morri Para Viver, que no mês de setembro do mesmo ano ocupou o primeiro lugar em vendas no ranking do site oficial das livrarias e editoras do país. O livro já vendeu mais de 1 000 000 de cópias. Em 2018, iniciou sua graduação em enfermagem, entretanto desistiu do curso, formando-se no ano seguinte como técnica em produção executiva de rádio e TV, seu primeiro diploma após o ensino médio. Em fevereiro de 2019, foi nomeada assessora parlamentar na Comissão de Cidadania e Direitos Humanos da Assembleia Legislativa do Rio Grande do Sul. Nesta época, deixou seu trabalho na televisão para dedicar-se ao cargo. Entretanto, em março do mesmo ano exonerou-se dessa função e retomou seu trabalho de apresentadora e repórter na RecordTV RS, no quadro Eu Sobrevivi do Balanço Geral, contando novamente histórias de superação. Em outubro de 2019, lançou sua segunda autobiografia, intitulada Desejos da Alma, onde detalha sobre as grandes dificuldades para permanecer no caminho da fé depois de sua conversão e os erros e arrependimentos que cometeu após tornar-se evangélica. Assim como sua autobiografia anterior, o livro já vendeu mais de 1 000 000 de cópias. Investindo em uma carreira de manicure e esteticista, chegou a fazer um curso de colorista de mechas.

### 2020–presente: Volta a indústria erótica
Em maio de 2020, estreou como apresentadora da série Diário de Uma Ex-Garota de Programa, na plataforma Univer Vídeo, que pertence à Igreja Universal do Reino de Deus. O projeto foi desenvolvido pelo Grupo Record. Em 14 de agosto de 2020, lançou-se como cantora gospel, estreando com o videoclipe da música "Noite Virou Dia", que conta sua trajetória de vida antes e após a conversão, misturando os ritmos pop rock e indie folk. Em entrevistas, revelou: "Faz parte da minha missão de vida". Em novembro de 2020, através de seu perfil no Instagram, Andressa revelou que após ter desistido das funções de obreira, estava rompendo definitivamente com a IURD. Num tom de crítica e desabafo, acusou-os de a terem roubado em doações e de lhe terem feito lavagem cerebral durante o tempo em que esteve presente na igreja. Paralelamente, Andressa também acabaria desligada da RecordTV, emissora do bispo Edir Macedo, de onde apresentava o quadro Eu Sobrevivi, dentro do programa Balanço Geral. Em 22 de fevereiro de 2021, anunciou seu retorno ao Miss Bumbum Brasil depois de um intervalo de seis anos, desta vez atuando como garota-propaganda e como sócia do concurso, apresentando o programa até o seu final em 5 de junho de 2021. Em 2023, após um novo período na igreja, anunciou que estaria voltando a trabalhar na boate Gruta Azul, em Porto Alegre. Urach voltou à plataforma de conteúdo adulto Onlyfans, e lançou uma conta na plataforma online de conteúdo adulto Privacy. Seus vídeos nessa plataforma causaram enorme polêmica por apresentarem cenas de sexo gravadas e dirigidas pelo filho de Andressa, Arthur Urach, então com 18 anos. Em agosto de 2023, em entrevista ao programa Fofocalizando, do SBT, confirmou que havia voltado a se prostituir, a um preço mínimo de R$15 mil por um encontro de uma hora.
Em julho de 2025, Andressa Urach gerou polêmica ao anunciar a gravação de conteúdo adulto com seu pai, Carlos Urach, e sua ex-sogra, Bia Black. A divulgação do vídeo causou forte repercussão nas redes sociais e foi amplamente criticada por internautas e veículos de imprensa.

## Vida pessoal

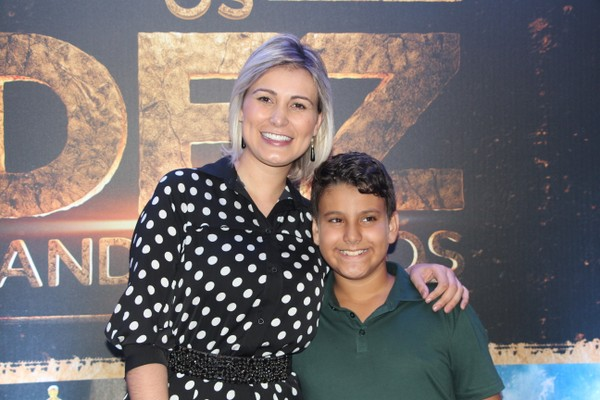
Urach com seu filho, Arthur, em 2016.

Andressa revelou que antes de ficar famosa começou a trabalhar como stripper em boates de São Paulo, percebendo que poderia ganhar mais dinheiro na prostituição, quando então começou a trabalhar como garota de programa pelas ruas da capital paulista, conseguindo posteriormente ir trabalhar em um bordel ao ver o anúncio no jornal. Seu pseudônimo como garota de programa era Ímola, citando a cidade italiana conhecida pelo Autódromo Enzo e Dino Ferrari, por conta de suas curvas que chamavam muita atenção.
A artista revelou que conseguiu ficar muito famosa quando saiu do bordel, quando, através de um cliente, iniciou-se na prostituição de luxo, quando ele a apresentou a uma agência que negociava garotas de programa com empresários ricos, o que a levou a frequentar festas de celebridades como acompanhante de luxo. Nesta época, começou a frequentar bailes funks e tornou-se amante de diversos traficantes do Rio de Janeiro e de São Paulo, chegando a correr riscos de morrer ou ser presa. Nesse período, passou a frequentar a quimbanda, onde praticava rituais de magia negra em cemitérios, afirmando ter feito pactos com demônios para conseguir mais dinheiro e para também destruir a vida sentimental e financeira de seus desafetos, de quem tinha inveja.  Andressa revelou que teve a terceira overdose na vida em 2011, decorrente do uso diário de bebidas alcoólicas, cocaína, LSD, metanfetamina cristalizada e cola.
Após a fama, passou a ajudar financeiramente a família e os visitava esporadicamente, mas continuava a morar sozinha na capital paulista. Naquela época, assumiu alguns romances com homens anônimos e famosos, entre eles com o cantor sertanejo Raffael Machado, em 2013, e com a modelo Camila Vernaglia, terceira colocada do concurso Miss Bumbum Brasil 2012, porém, em 2015, após ficar internada devido às infecções hematológicas decorrentes do uso de hidrogel e PPMA, a própria Andressa afirmou publicamente que esses dois namoros foram inventados por ela, pois seu objetivo era se manter na mídia, entretanto afirmou que realmente manteve um caso com o jogador Cristiano Ronaldo, que era seu cliente e lhe pagava muito bem, mesmo ele sendo comprometido. Revelou que chantageava o jogador, pedindo dinheiro para não revelar o caso de ambos para a imprensa, mas como o mesmo resolveu não mais ceder as suas ameaças, contou tudo aos jornalistas, passando a ser ameaçada de morte por Cristiano Ronaldo, segundo Andressa, quando decidiu não dar mais detalhes sobre essa polêmica. Apesar dos relacionamentos inventados, a modelo afirmou ser bissexual no início de 2013.
Em 2016, já convertida ao evangelho, reatou seu relacionamento com Tiago Costa, pai de seu filho, casando-se oficialmente com ele em outubro do mesmo ano. Seis meses depois, em 2017, Andressa anunciou o divórcio via redes sociais, afirmando que o coração é enganoso e que não é prudente seguir as emoções, mas sim a razão. Desde então solteira e praticando o celibato, Andressa revelou que iria aguardar o tempo de Deus para iniciar um novo relacionamento e que estava dedicada a cuidar de causas sociais, aprender mais sobre a Bíblia e conviver com seu filho, tentando resgatar o tempo que perderam juntos, e por isso o trouxe para viver com ela em São Paulo, mas após estar enfrentando dificuldades financeiras e ainda sentindo-se presa ao passado por conta de seus bens materiais conquistados com o dinheiro que Andressa passou a considerar como sujo, ela acabou doando todos os seus imóveis, joias, roupas e valores financeiros para diversas obras sociais de caridade pelo Brasil, voltando a viver em Porto Alegre com seu filho, onde com o dinheiro de seu trabalho de apresentadora e repórter na Record conseguiu comprar uma casa, revelando que o custo de vida no Rio Grande do Sul é menor que em São Paulo e agora só queria viver dignamente do seu salário.
Em seu livro Desejos da Alma, revela suas crises de abstinência, depressão, ansiedade e pânico após a conversão, sua recaída na vida sexual promíscua, revelando ter contraído sífilis, tentar o suicídio e ter cogitado abandonar suas práticas religiosas.
Em novembro de 2020, iniciou um relacionamento amoroso com o empresário Thiago Lopes, que assim como Andressa, é evangélico, onde Andressa passou também a frequentar a mesma igreja que ele já frequentava. Após um mês juntos, casaram-se em 21 de dezembro de 2020 em uma cerimônia civil em Porto Alegre, que contou com a presença de poucos convidados devido à pandemia. A cerimônia estava marcada para o dia 17 do mesmo mês, mas teve que ser adiada por conta das fortes chuvas no Sul do Brasil. A lua de mel ocorreu na República Dominicana. O casal, vestidos com roupas tradicionais de casamento religioso, realizou um ensaio fotográfico em uma pousada de luxo em Praia Grande, em Santa Catarina. Eles foram apresentados por uma amiga em comum e com poucos dias de namoro já estavam morando juntos. Andressa e Thiago estavam pretendendo ter um filho.
Em entrevistas, revelou que ao deixar a função de obreira na Igreja Universal, voltou a ter crises de agressividade e de depressão, desabafando que não gostaria de voltar a ser como era antes. Andressa, então, contou ser portadora do transtorno de personalidade borderline, voltando a realizar tratamento psicoterapêutico e psiquiátrico, tomando medicações para controlar suas crises de ansiedade. Em 2021, Andressa revelou estar grávida de seu segundo filho, sendo o primeiro com o seu atual marido Thiago Lopes. Em setembro de 2021, foi internada em um hospital psiquiátrico, ficando 8 dias internada após uma tentativa de suicídio, e revelou estar em um processo de separação. O filho Leon nasceu em 12 de fevereiro de 2022. Andressa e Thiago passaram então a entrar em uma disputa pela guarda da criança, que em 2023 se tornou unilateral para Thiago. Andressa tenta conseguir a guarda compartilhada, e declara que a situação não é ajudada pelo fato do processo de divórcio com Thiago não ter sido concluído. Entre dezembro de 2024 e fevereiro de 2025, namorou o modelo Cassiano França, após um breve relacionamento com a também criadora de conteúdo Mari Ávila.

### Experiências de quase-morte e conversão religiosa
Em 2009, Andressa foi a uma clínica de estética, onde aplicou 400 ml de hidrogel e de PPMA, substâncias altamente tóxicas, nas coxas e glúteos, a fim de modelá-los. Seu corpo a levou a conseguir muitos trabalhos como modelo fotográfica. Andressa foi capa de diversas revistas pelo mundo, tendo feito muitos ensaios sensuais, inclusive posando nua duas vezes para a Revista Sexy, ficando cada vez mais famosa. Em entrevistas sempre mentia e dizia que seu corpo escultural era fruto de exercícios físicos diários.
Em julho de 2014, começou a diariamente apresentar febre, manchas e hematomas pelo corpo. Após exames, descobriu que seu organismo estava com um grande processo infeccioso, rejeitando os produtos aplicados. Extremamente vaidosa, Andressa, sem consultar o médico, optou por fazer uma lipoaspiração para retirar os produtos, mas por ser altamente resistente, os mesmos não saíram completamente, ficando resíduos grudados nos músculos.
Em 28 de novembro de 2014, voltou a apresentar um quadro infeccioso, e as dores nas pernas não passavam com nenhuma medicação. Com autorização médica, realizou no mesmo dia uma cirurgia para tentar retirar as substâncias de seus músculos, recebendo alta. No dia 30 do mesmo mês, em uma visita na casa de sua mãe, Andressa apresentou mal-estar e dores nas pernas. Às 22h começou a vomitar e desmaiou, tendo sido levada para o Hospital Conceição, em Porto Alegre, onde passou por uma nova cirurgia na tentativa de retirar tais produtos do corpo. Andressa passou a correr risco de morte ou amputação das pernas. Após a cirurgia, foi entubada e ficou internada na UTI, recebendo doses cada vez mais fortes de antibióticos, pois seus rins haviam paralisado momentaneamente. Andressa entrou em coma, mas conseguiu sair dois dias depois, passando a respirar sem ajuda de aparelhos, e onze dias depois recebeu transfusões de sangue devido à anemia profunda, pois perdeu muito sangue nas cirurgias que fez. Após onze dias fazendo fisioterapia respiratória, pôde sair da UTI e passar o Natal com a família. Já sentindo-se melhor, não quis fazer repouso, e em uma atitude rebelde e contrariando a mãe, viajou para Santa Catarina para passar o Ano-Novo com alguns amigos na praia, o que posteriormente agravou muito sua infecção sanguínea.
Em janeiro de 2015, Andressa voltou para seu apartamento na capital paulista, alegando melhora. Sua depressão retornou com força nesta época, voltando a tomar antidepressivos, ansiolíticos e barbitúricos para conseguir dormir. Sua mãe foi ficar com ela em São Paulo e convenceu-a de frequentar as reuniões da igreja evangélica com ela. Andressa, que até então era ateia, decidiu aceitar. Em 1 de fevereiro de 2015, batizou-se nas águas da Igreja Universal do Reino de Deus. Em entrevistas, disse: "A velha Andressa morreu". Em 27 de fevereiro de 2015, apresentou novo quadro infeccioso, sentindo dores e queimação nas pernas. Andressa foi internada no Hospital Alvorada, em São Paulo, pois sua pressão arterial estava caindo e não retornava à normalidade. Suas pernas estavam com feridas, que se abriram, onde foi necessário realizar diversas cirurgias de emergência para conter a hemorragia. Após as cirurgias, ocorreu uma parada cardiorrespiratória. Ela ficou entubada na UTI, e entrou em coma, onde posteriormente teve uma paralisia renal e pulmonar, lutando pela vida. Após a família ser desenganada pelos médicos, sua mãe, que tornou-se evangélica, orava diariamente no quarto hospitalar de Andressa, até que a mesma apresentou melhora repentina, e recebeu alta em 11 de março, tendo passado mais de um ano fazendo fisioterapia para poder voltar a  andar sem muletas e minimizar os riscos de trombose, utilizando cateter endovenoso para continuar a tomar antibióticos, porém descobriu que as substâncias injetadas nunca sairão completamente do seu organismo, tendo que sempre ficar alerta para qualquer quadro infeccioso que possa ser apresentado.
Em entrevistas, revelou que durante seu segundo coma, teve duas experiências de quase-morte, quando se viu fora do corpo em uma projeção astral, onde viu espíritos trevosos, mais negros que o escuro, querendo buscá-la, gritando, dizendo que sua alma era deles, onde ficou aterrorizada e se sentindo sufocada, e em sua segunda experiência de quase morte, teve outra projeção, quando viu seu corpo entubado, e posteriormente se viu nua em um lugar de paz, onde sentiu vergonha de si, vendo sua vida passar diante de seus olhos como um filme. Em entrevistas, falou que sentiu que ali era seu julgamento, onde chorou, e sentiu o perdão e a misericórdia divina, sentindo uma grande força se aproximando. Revelou em entrevistas: "Eu sabia que era Deus, não era alucinação, não era remédio, era Deus. Ele se aproximou muito perto e eu baixei a cabeça, senti vergonha e disse: Meu Deus, me perdoa por tudo de errado que eu fiz, me dá uma segunda chance, deixa eu cuidar do meu filho. Quando clamei, a minha alma voltou, encaixou no meu corpo e eu respirei!". Em entrevistas contou: "Eu não merecia uma segunda chance!" 
Em junho de 2016, seu filho também batizou-se nas águas, no mesmo templo da Igreja Universal do Reino de Deus em que sua mãe foi batizada no ano anterior. Arthur vinha pedindo para ser batizado desde quando Andressa se batizou-se.
Após a conversão, removeu suas treze tatuagens e retirou sua prótese de silicone. Andressa também realizou uma cirurgia para diminuir sua genitália, que foi consequência do uso constante de anabolizantes ao longo de sua vida.
Em 2016, Andressa começou a dar seu testemunho de fé em palestras, tanto em igrejas quanto em presídios pelo Brasil, onde distribuiu gratuitamente seu primeiro livro para as detentas, também levando a elas a palavra de Jesus Cristo.
Desde 2017, participa de um projeto social, onde passou a doar cestas básicas para moradores de rua de São Paulo, e também iniciou um processo de evangelização para as prostitutas do Rio de Janeiro.
Em 2019, tornou-se obreira de uma Igreja Universal do Reino de Deus (IURD) em Porto Alegre. Quando visita São Paulo, Andressa ministra palestras para milhares de pessoas no famoso Templo de Salomão. Ela também criou um canal no YouTube onde lê versículos bíblicos, ensina receitas de culinária e também dá conselhos cristãos sobre assuntos do dia a dia. Em entrevistas revelou: "Amo ser bela, recatada e do lar!".
Em outubro de 2020, Andressa desistiu das funções exercidas na IURD, inclusive a de obreira. Na ocasião, ela declarou:
| “ | Amo a Igreja Universal, sou grata a eles por todo o cuidado que eles sempre tiveram com a minha alma e pelo respeito à minha fé. Hoje, não faço mais parte do corpo de obreiros. Entreguei meu uniforme, mas faço parte da igreja, vou aos cultos, assisto às reuniões. | ” |

Em setembro de 2023, após um período de internação hospitalar devido a uma pielonefrite que a manteve afastada das redes sociais, declarou interesse de  mudar de seu nome artístico para Andressa Fênix, simbolizando seu renascimento depois do momento difícil. Em 2024, pouco após uma bifurcação da língua que declarou ser tanto para atos sexuais quanto para afrontar religiosos, Andressa revelou que planeja criar uma igreja, aberta aos LGBT desprezados por outras religiões e sem cobrar dízimo.

## Filmografia

### Televisão
| Ano       | Título        | Cargo               | Notas                  |
| --------- | ------------- | ------------------- | ---------------------- |
| 2011      | Legendários   | Assistente de palco |                        |
| 2013      | A Fazenda     | Participante        | Temporada 6            |
| 2014      | Studio Pampa  | Apresentadora       |                        |
| 2014–2015 | Muito Show    | Apresentadora       |                        |
| 2015–2018 | Domingo Show  | Repórter            | Quadro: "Eu Sobrevivi" |
| 2019      | Balanço Geral | Repórter            | Quadro: "Eu Sobrevivi" |

### Internet
| Ano           | Título                              | Cargo         | Plataforma   |
| ------------- | ----------------------------------- | ------------- | ------------ |
| 2017-presente | Andressa Urach Oficial              | Apresentadora | YouTube      |
| 2020          | Diário de Uma Ex-Garota de Programa | Apresentadora | Univer Vídeo |
| 2025          | De Frente com Blogueirinha          | Convidada     | YouTube      |

## Música

### Single
| Ano  | Detalhes | Videoclipe | Notas |
| ---- | --- | ---------- | ----- |
| 2020 | "Noite Virou Dia" - Lançamento: 14 de agosto de 2020 - Versões: Padrão, acústico e rock - Gravadora: MJC Gospel - Estúdio: Riomar Studios - Produtor: Rafael Oliveira | Sim        |       |

## Concursos
| Ano  | Concurso      | Representou       | Resultado |
| ---- | ------------- | ----------------- | --------- |
| 2011 | Miss Bumbum   | Rio Grande do Sul | 9.º lugar |
| 2012 | Gatas da Indy | –                 | Venceu    |
| 2012 | Miss Bumbum   | Santa Catarina    | 2.º lugar |

## Teatro
| Ano  | Título                  | Personagem |
| ---- | ----------------------- | ---------- |
| 2014 | República das Calcinhas | Elizabeth  |

## Autobiografia
- Morri Para Viver. Brasil: Planeta. 13 de agosto de 2015. p. 238. ISBN 978-85-422-0534-3